# Jim McAndrew
Jim McAndrew, född 30 december 1956, är en friidrottare från Kanada. Han deltog vid olympiska sommarspelen 1976.